# Amusement Today
Az Amusement Today egy vidámparkokkal foglalkozó amerikai, havi megjelenésű lap, székhelye Arlingtonban (Texas) van. 1997-ben alapította Gary Slade és Virgil Moore. 
1998-ban indította el a Golden Ticket Awards (magyarul Arany Jegy-díj) rendszeres átadását vidámparkok és hullámvasutak számára. 2007-ben ünnepelte a lap alapításának és a díj átadásának tizedik évfordulóját.

## Golden Ticket Awards
A Golden Ticket Awards egy évente átadásra kerülő elismerés, melyet a folyóirat a rajongók és látogatók által kitöltött felmérések alapján oszt ki. Első alkalommal 1998-ban adták át. A díjat jellemezően amerikai hullámvasutak és vidámparkok kapják, számos kategóriában ismerik el a legjobbakat: legjobb acél és fa hullámvasutak, legjobb vidámparkok (külön vízi, tengerparti, gyermek és fedett vidámpark kategória), legjobb új eszközök, legbarátságosabb és legtisztább parkok, legjobb show műsorok, stb.

## Külső hivatkozások
- Hivatalos weboldal
- Golden Ticket Awards